# The Stars Art Group
The Stars Art Group (chinois : 星星 ; pinyin : Xing Xing), est, en 1979, le premier mouvement artistique d'avant-garde à réclamer la liberté de l'art en Chine. Ce mouvement organise deux expositions qui brisent l'orthodoxie du parti communiste et posent les jalons de la future liberté de l'expression artistique en Chine. Les principaux membres de l'association sont Huang Rui, Li Shuang (la seule femme du groupe), Ma Desheng, Wang Keping, Yan Li, Qu Leilei, Mao Lizi, Bo Yun, Zhong Acheng, Yang Yiping, Ai Weiwei,.

## Expositions
Leur exposition (chinois : 星星美展 ; pinyin : Xīngxīng měizhǎn) a lieu le 27 septembre 1979 lorsque le groupe d'artistes d'avant-garde et autodidactes (non formés à l'Académie), organise une exposition non autorisée sur les grilles de la China Art Gallery après s'être vu refuser un espace d'exposition officiel. Les artistes utilisent un style occidental autrefois interdit, du post-impressionnisme à l'expressionnisme abstrait, pour défier à la fois les conventions esthétiques et l'autorité politique. Leur exposition est fermée par la police et ils affichent un avis sur le mur de la Démocratie. En novembre, le groupe tient sa première exposition officielle, Star Art Exhibition, au parc Beihai, à Beijing. L'exposition comprend 163 œuvres de 23 artistes non professionnels. L'exposition Star Art constitue une étape importante dans l'art contemporain chinois.

## Arrestation de Li Shuang
Le 19 septembre 1981, Li Shuang est arrêtée en plein centre de Pékin, embarquée dans une jeep de la Gongan'ju, Service de la Sécurité publique du ministère de l'intérieur. Elle reste en prison près de deux ans, officiellement pour avoir voulu épouser un diplomate français en poste à Pékin. Sa version est différente : « J’ai payé pour Les Étoiles. Pendant des semaines, je n’ai été interrogée que sur ce mouvement. La police voulait que je les dénonce. J’ai été torturée, placée dans l’obscurité totale, dans ce que je crois être un puits qui puait tout ce que vous pouvez imaginer, pendant une durée que j’évalue à vingt-cinq heures, mais je n’ai jamais signé les papiers qu’ils me soumettaient. Pendant la première année, je n’ai eu le droit à aucune visite. Je n’ai été libérée qu’au bout de deux ans, après que Mitterrand a évoqué mon cas avec Deng Xiaoping ». Cet incident a aboli l’interdiction du mariage interracial en Chine.